# Nephodia subfuligata
Nephodia subfuligata är en fjärilsart som beskrevs av Max Joseph Bastelberger 1909. Nephodia subfuligata ingår i släktet Nephodia och familjen mätare. Inga underarter finns listade i Catalogue of Life.